# Lázeňská péče

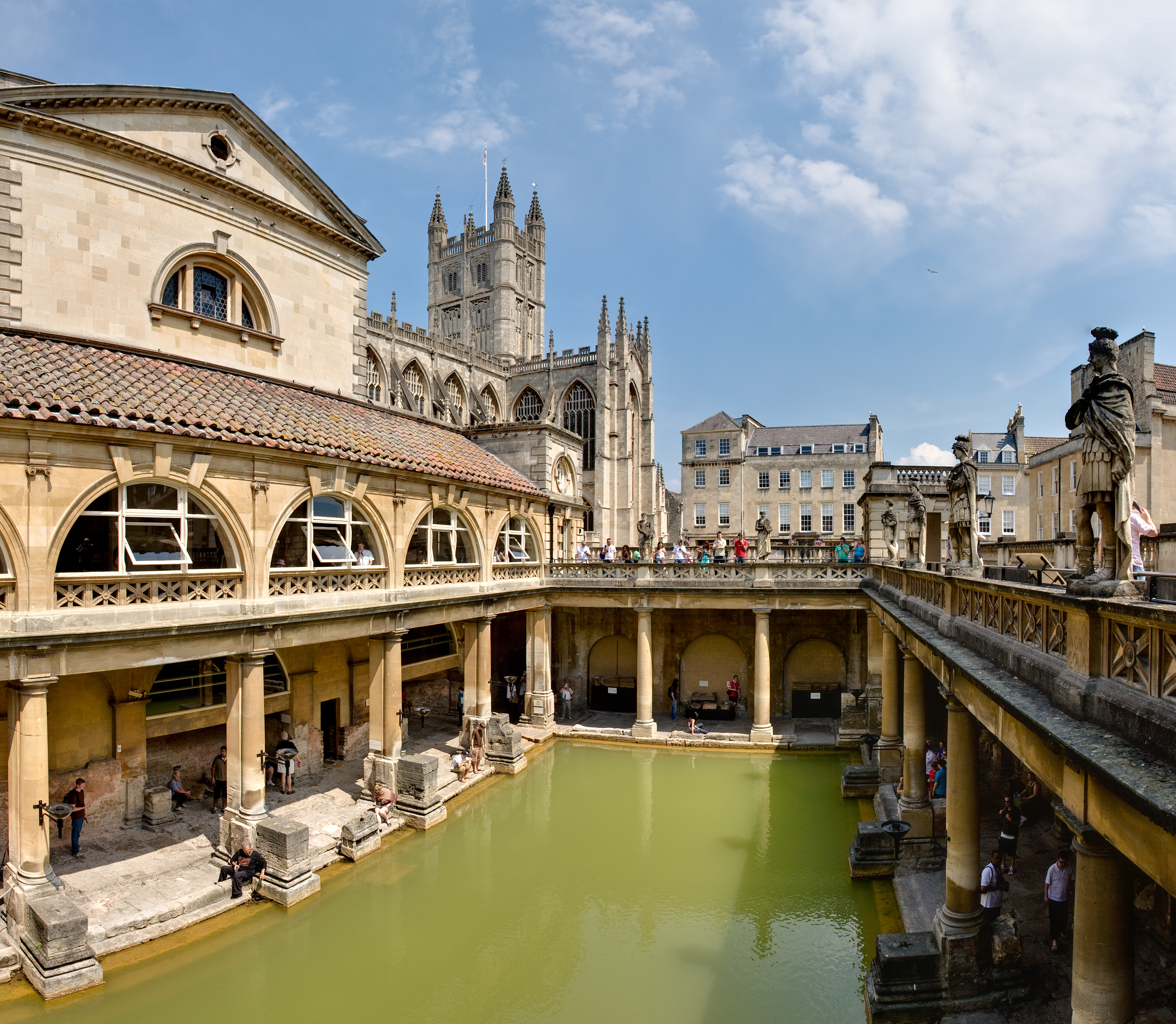
Starověké římské lázně v Bath, Anglie

Lázeňská péče nebo lázeňství zahrnuje veškerou péči o lázeňské hosty v lázeňských městech a střediscích označovaných jako lázně. Hlavní součástí lázeňské péče je obvykle vodoléčba (hydroterapie) doplněná o další léčebné procedury, kterými jsou proslulé zejména termální a minerální lázně včetně lázní s horkými prameny (vřídly). Může se však jednat i o bahenní, mořské a sluneční lázně nebo o lázně klimatické. Nauka o lázni a jejích účincích na lidský organismus se označuje jako balneologie, lázeňská léčba jako balneoterapie.
Lázně jsou tedy místem, kde se pramenitá voda bohatá na minerály (a někdy i mořská voda) používá k léčivým koupelím. Víra v léčivé účinky minerálních vod sahá až do pravěku. Lázeňství se praktikovalo po celém světě, ale rozšířené je zejména v Evropě a Japonsku. Kromě pobytových jsou také velmi oblíbené denní lázně, které nabízejí různé procedury osobní péče.

## Historie lázeňství

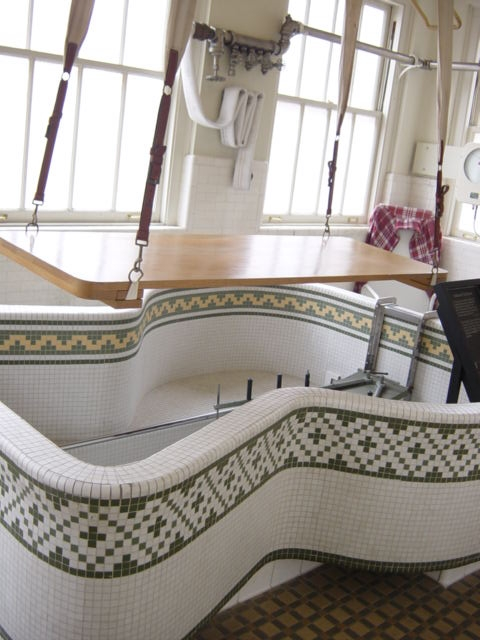
Lázně

Praxe putování k horkým nebo studeným pramenům v naději, že vyléčí nějakou nemoc, sahá až do pravěku. Archeologické průzkumy poblíž horkých pramenů ve Francii i České republice odhalily zbraně a dary z doby bronzové. Ve Velké Británii starověká legenda připisovala raným keltským králům objev horkých pramenů v Bathu v Anglii.
Různé formy rituální očisty existovaly mezi domorodými Američany, Babyloňany, Egypťany, Řeky a Římany. Také nyní lze rituální očištění prostřednictvím vody nalézt v náboženských obřadech Židů, muslimů, křesťanů, buddhistů a hinduistů. Tyto obřady odrážejí starověkou víru v léčivé a čisticí vlastnosti vody.
Asi 1500 před naším letopočtem
Lázně v palácovém komplexu v Knossu na Krétě a luxusní alabastrové vany vykopané v Akrotiri na Santorini. Pro relaxaci a osobní hygienu Řekové zřídili v areálech svých tělocvičen veřejné lázně a sprchy. Řecká mytologie uváděla, že určité přírodní prameny nebo přílivové bazény byly požehnány bohy, aby vyléčily nemoci. Kolem těchto posvátných jezírek zřídili Řekové koupaliště pro ty, kteří toužili po léčení.
Římané předčili Řeky velikostí a složitostí svých lázní. Také postavili lázně ve svých koloniích a využili přírodních horkých pramenů vyskytujících se poblíž k výstavbě lázní v Aix a Vichy ve Francii, Bath a Buxtonu v Anglii, Cáchách a Wiesbadenu v Německu, Badenu v Rakousku a Aquincum v Maďarsku.
Od 4. století
Úpadek západořímské říše, který začal v roce 337 po smrti císaře Konstantina, vedl k tomu, že římské legie opustily své odlehlé provincie a nechaly lázně, aby je místní obyvatelstvo převzalo, anebo je zničilo.
Od 6. století
Katolické řeholní řády augustiniánů a benediktinů obsahovaly rituální očistu a inspirované Benediktem z Nursie povzbuzovaly k provozování léčebných koupelí. Benediktinští mniši se podíleli na rozvoji a propagaci lázeňství.
1326
Collin le Loup, železářský mistr z belgického Lutychu, objevil chalybeátové prameny v belgickém Spa. Kolem těchto pramenů časem vyrostly známé léčebné lázně a termínem „spa“ se začalo označovat jakékoli lázeňské místo v blízkosti přírodních pramenů. V tomto období se jednotlivé prameny spojovaly s konkrétním neduhem, proti kterému údajně mohly pomáhat.
1626
V anglickém pobřežním městě Scarborough paní Elizabeth Farrow objevila proud kyselé vody stékající z jednoho z útesů. Byl považován za zdraví prospěšný a dal vzniknout lázním Scarborough. K léčbě bylo přidáno koupání v moři a Scarborough se stalo prvním britským přímořským letoviskem.
18. století
Propracovaný římský koupací rituál a jeho výsledná architektura sloužily jako precedens pro pozdější evropská a americká koupaliště. Koncem 18. století se v Evropě znovu objevily formální zahradní prostory a opulentní architektonické uspořádání, které se vyrovnalo těm Římským.
2021
Byla vyhlášena Slavná lázeňská města Evropy jako památka světového dědictví UNESCO. Patří do nich 11 lázeňských měst v sedmi evropských zemích. Z těchto jedenácti měst jsou tři v České republice. Přihlášku a vyjednávání od roku 2012 koordinovala Česká republika a nominace byla předložena v roce 2019.
Seznam slavných balneologů je součástí článku Balneologie.

### Česko
1711, 1712
V Karlových Varech pobýval ruský car Petr I. Veliký, který se zde také setkal s německým filozofem G. Leibnitzem. Více viz článek Busta Petra Velikého (Karlovy Vary).
1785–1823
Johann Wolfgang von Goethe často navštěvoval Čechy, resp. západočeská lázeňská místa, především Teplice a Karlovy Vary. V roce 1808 při svém prvním delším pobytu se ve Františkových Lázních zamiloval do 23leté Silvie, dcery dvorního rady von Ziegesara. Mariánské Lázně navštívil celkem čtyřikrát. V roce 1821 se zde seznámil se svou poslední láskou Ulrikou von Levetzow.
1812
V českých lázních pobýval Ludwig van Beethoven. Z Teplic navštívil Karlovy Vary, Bílinu i Františkovy Lázně.
1828
Do Karlových Varů se přijel léčit světoznámý houslista Niccolò Paganini. Hned v prvních dnech po příjezdu uspořádal ve Varech dva koncerty s velkým úspěchem, ale potom se již věnoval pouze procedurám, v jejichž účinky vkládal velké naděje. Bohužel, namísto zotavení se ve Varech jeho zdraví prudce zhoršilo.
1829
Vincenc Priessnitz založil dnešní Lázně Jeseník (Gräfenburg), první vodoléčebný ústav, kam vedle pacientů přijížděli i lékaři učící se jeho metodám. Některé metody, například proslulé studené zábaly udržované do zapářky a vyvolávající intenzivní pocení jsou hojně používány dodnes. Navíc se podle Priessnitzova vzoru začaly zakládat podobné ústavy po celém světě.
1844
V Karlových Varech se krátce léčil syn W.A. Mozarta, Franz Xaver Mozart, zde zemřel a v srpnu 1844 zde byl i pohřben. V roce 1956 byl Mozartův hrob exhumován a ostatky přeneseny na hřbitov v Drahovicích. Od roku 1996 je náhrobek znovu umístěn v Mozartově parku v Karlových Varech.
1891
Do Mariánských Lázní přijel i s rodinou slavný americký humorista Mark Twain, který se dostal do finanční tísně a potřeboval si vydělat peníze na přednáškovém turné po Evropě, aby mohl splatit dluhy. Druhým důvodem byl špatný zdravotní stav jeho manželky Olivie a jejich dvou dcer.
1904
Anglický král Eduard VII. se během svého pobytu v Mariánských Lázních setkal s císařem Františkem Josefem I.
2021
Františkovy Lázně, Karlovy Vary a Mariánské Lázně se jako Slavná lázeňská města Evropy dostaly na seznam světového dědictví UNESCO.

## Význam lázeňské péče
1/ V akreditovaných lázních v ČR se léčí nebo doléčují (rekonvalescence) tyto indikační skupiny onemocnění
- Onkologické nemoci
- Nemoci oběhového ústrojí
- Nemoci trávicího ústrojí
- Nemoci z poruch výměny látkové a žláz s vnitřní sekrecí
- Nemoci dýchacího ústrojí
- Nemoci nervové
- Nemoci pohybového ústrojí
- Nemoci močového ústrojí
- Duševní poruchy
- Nemoci kožní
- Nemoci gynekologické

2/ Posláním rehabilitační medicíny je integrace člověka postiženého vrozenou vadou, chronickou chorobou nebo úrazem do společnosti. Z člověka trpícího (homo patiens) se tak má opět stát jedinec činný (homo agens). V České republice nese lékařský obor název rehabilitační a fyzikální medicína. Jeho absolventi působí v rehabilitačních léčebných ústavech a lázních.
3/ Kromě léčebného a rehabilitačního má pravidelný lázeňský pobyt také velký význam rekreační, preventivní (preventivní zdravotní péče neboli zdravotnická profylaxe), hygienický a edukační.
Veliké procento návštěvníků některých našich lázní, hlavně v létě a v době prázdnin, nepřichází za účelem léčení určité choroby, ale na zotavenou. Naše lázně jsou povětšině současně i místy klimatickými a místy pro rekreaci, rozptýlení a uklidnění. Léčení chorob bylo do nedávna hlavním úkolem medicíny. Dnes všímáme si současně i složky prevenční — to jest — snažíme se ozbrojiti organismus proti příštímu onemocnění a předcházeti chorobám.

Ale každý nedovede upraviti svůj prázdninový pobyt tak, aby zahladil stopy práce a přinesl skutečné osvěžení. Člověk, toužící po klidu, přichází mnohdy na letní samotu, kde ticho — po kterém tak toužil — naplňuje jej hrůzou. V tomto ohledu pobyt v lázeňském místě je daleko vhodnější, než pobyt v zapadlém letovisku. Čas je tu přesně rozdělen — pitná kúra, promenáda, snídaně, koupel, odpočinek, procházka, oběd, tělocvik, výlet, zábava, hra a koncert, — to vše je nutné a osvědčilo se, jak dlouhá lázeňská zkušenost dosvědčuje. (naopak) Člověk, ponechaný sobě, těžce se vymaňuje ze svých denních zvyků. Schází mu obvyklý doutník, obvyklá dávka piva — takže rychle se vrací ke starému způsobu života. A to právě je na závadu. Důležitá je nutná lékařská prohlídka všech — i zdravých osob, které přicházejí do lázní. Mnohé počínající choroby jsou tak včas rozpoznány a nemocný na ně v pravou chvíli upozorněn.

Bylo by ovšem dobře, kdyby každý, kdo lázně navštěvuje, hleděl využíti svého pobytu k všeobecné péči o své zdraví. V lázních má člověk poznati, že vlastně není stár, — že je svěží a pružný, že se dovede mladicky dívati na svět — žije-li tak, jak předpisují zákony hygieny denního života.
MUDr. Karel Driml, Lázně — prostředek k prodloužení lidského života. Zdroj: Národní listy, roč. 66, č. 236. s. 9, 29. 08. 1926

## Lázeňské procedury
Péče o tělo, lázeňská léčba nebo kosmetická péče jsou skupiny nelékařských procedur napomáhajících tělesnému zdraví. Jsou obvykle poskytovány v lázeňských resortech, pobytových nebo denních lázních, kosmetických salónech, sanatoriích (ozdravovnách), sociálních zařízeních nebo domech pro seniory.
Mezi typickou péči patří:
- Aromaterapie
- Ájurvéda, procedury inspirovené tradičními indickými lékařskými postupy
- Balneoterapie – koupání nebo namáčení některým z následujících způsobů:
  - Umělý vodopád, například vodní proud na krční páteř
  - Koupele nohou (Kneippova lázeň apod.)
  - Horký pramen Onsen (japonské horké prameny)
  - Thermae (římské horké prameny, přeneseně lázně)
  - Vířivka
  - Bahenní koupel
  - Hydromasáž, např. trysková hydromasáž šíje
  - Rašelinová koupel
  - Sauna
  - Parní lázeň
  - Perličkové koupele
  - Sprcha
- Tělové zábaly, zahalení těla do horké plachty a přikrývky nebo slatinné zábaly, často v kombinaci s bylinnými směsmi.
- Masáže
- Péče o vlasy a nehty (manikúra a pedikúra)
- Elektroléčba
- Depilace, odstranění chloupků z těla horkým voskem
- Pleťová maska
- Kryoterapie[10]
- Tělesná cvičení
  - Rehabilitace
  - Dechové cvičení
  - Ergometrie
- Péče o duševní zdraví
  - Relaxace
  - Duševní cvičení (v kombinaci s tělesným například jóga)
  - Nácvik duševní hygieny
  - Péče psychologa, někdy včetně jednoduchých forem psychoterapie

## Lázeňská sdružení

### ISPA
Podle Mezinárodní lázeňské asociace (ISPA) jsou lázně "místa věnovaná celkové pohodě prostřednictvím různých profesionálních služeb, které podporují obnovu mysli, těla a ducha".

### Svaz léčebných lázní ČR
Svaz léčebných lázní České republiky (ve zkratce SLL) je zájmové profesní uskupení, které sdružuje instituce, jež na území státu poskytují lázeňskou péči.

### Sdružení lázeňských míst ČR
Sdružení lázeňských míst České republiky (ve zkratce SLM) je nestátní nezisková organizace, jejímiž členy jsou města a obce, na jejichž území se nachází lázeňská zařízení a která mají schválený lázeňský statut.

### Unie kosmetiček ČR
Unie kosmetiček se sídlem v České Lípě nabízí vzdělávání formou seminářů, zprostředkovává kontakty a upozorňuje na důležité akce v oboru kosmetiky. Unie kosmetiček pořádá soutěž v líčení s finále na veletrhu WORLD OF BEAUTY & SPA v Praze, z něhož postupují vítězové na Mezinárodní mistrovství v Německu, Polsku a dalších zemích. Organizuje zájezdy na veletrhy v zahraničí, spolupracuje s televizí a rozhlasem. Unie kosmetiček každoročně pořádá víkendový sjezd své členské základny.

### ABAS ČR
Asociace bazénů a saun je odborným partnerem pro provozy wellness, spa, bazény, sauny a balneo.

## Česká republika
Ministerstvo zdravotnictví je ústředním úřadem státní správy pro vyhledávání, ochranu, využívání a další rozvoj přírodních léčivých zdrojů, přírodních léčebných lázní a lázeňských míst. Pro tuto činnost má zřízen Český inspektorát lázní a zřídel. Kompetence a povinnosti inspektorátu stanovuje "lázeňský zákon" č. 164/2001 Sb.
Lázněmi se obvykle rozumí instituce poskytující lázeňskou péči. Ty se v ČR sdružily do Svazu léčebných lázní České republiky.
Lázeňským místem se rozumí území nebo část území obce nebo více obcí, v němž se nacházejí přírodní léčebné lázně, stanovené za lázeňské místo podle lázeňského zákona. Lázeňská místa jsou organizována ve Sdružení lázeňských míst České republiky.
Zdravotní pojišťovny poskytují svým klientům lázeňskou léčbu v souladu se zákonem č. 48/1997 Sb. o veřejném zdravotním pojištění a vyhláškou MZd č. 58/1997 Sb., kterou se stanoví indikační seznam pro lázeňskou péči.
O lázeňských městech a střediscích pojednává článek lázně. Minerální vody jsou popsány v článku Seznam českých minerálních vod. Minerální voda však může být vyráběna ze směsi několika pramenů, případně nemusí pocházet ze stejnojmenného pramene. Významné prameny jsou proto uvedeny samostatně v článku Seznam českých minerálních pramenů.